# Список персонажей серии фильмов «Форсаж»
Ниже представлен список персонажей медиафраншизы «Форсаж» (англ. The Fast and the Furious), который включает в себя всех основных героев, появившихся в фильмах «Форсаж» (2001), «Двойной форсаж» (2003), «Тройной форсаж: Токийский дрифт» (2006), «Форсаж 4» (2009), «Форсаж 5» (2011), «Форсаж 6» (2013), «Форсаж 7» (2015), «Форсаж 8» (2017), «Форсаж: Хоббс и Шоу» (2019), «Форсаж 9» (2021), «Форсаж 10» (2023) и Форсаж 11 (2027). Главными героями на протяжении серии являлись Доминик Торетто (Вин Дизель) и Брайан О’Коннор (Пол Уокер).

## Персонажи

### Брайан О’Коннер (Brian O’Conner) — Пол Уокер
Брайан — полицейский под прикрытием. Его задача в первой части заключалась в поиске банды налётчиков, во главе которой стоял Доминик Торетто. Внедрившись в его банду, он проводит расследование, но сам не верит в причастность Дома. Факты же говорят об обратном. В итоге, убедив себя, что Дом и есть тот самый преступник, он решается поймать его, но в конце фильма почему-то отпускает.
Во второй части Брайан появляется в Майами, но его вербует таможенная служба и ФБР для поиска Картера Верона, крупного контрабандиста. Вместе с другом Романом Пирсом О’Коннер внедряется к нему на службу и проворачивает дело, рискуя собственной жизнью. К счастью, ему удаётся спастись самому и спасти Монику Фуэнтес, женщину-агента, работавшую у Верона.
В четвёртой части фильма Брайан работает в ФБР. Его заданием становится поиск крупного наркобарона Артуро Брага. Параллельно Брайану Брага ищет и Доминик, который хочет отомстить ему за Летти. Они объединяют свои усилия и хватают Брагу. Сам Доминик отправляется в тюрьму.
В пятой части Брайан и Миа Торетто вытаскивают Доминика из тюрьмы, а сами скрываются в Рио-де-Жанейро, где старый друг Винс предлагает им работёнку: нужно угнать машины из поезда. К делу подключается и Доминик. Но они снова влипают в историю. Машина, которую они угнали, принадлежала бразильскому бизнесмену и крупной шишке в Рио Эрнану Рейесу, который затевает поиски угонщиков. Помимо Рейеса Брайана и Доминика разыскивает и специальный агент Люк Хоббс. Тогда Брайан и Дом решаются на своё последнее дело. Они собирают команду, чтобы обчистить Рейеса и «уйти навсегда» в новую жизнь. После долгой подготовки Брайан и Дом, заручившись подмогой друзей и Хоббса, перешедшего на их сторону, увозят сейф Рейеса прямо из полицейского участка. Деньги вся команда делит поровну и расходится. Брайн вместе с Мией поселяется на берегу моря и живёт новой жизнью.
В шестой части у Брайана и Миа рождается ребёнок. Но о тихой жизни они могут забыть. Вновь появляется специальный агент Хоббс, который просит помощи у Доминика и его команды. Брайан готов помочь другу.
В 2013 году погиб актёр Пол Уокер, исполняющий роль Брайана О’Коннера. Роль Брайана в некоторых сценах седьмой части играл младший брат Пола Уокера — Коди. В январе 2014 года создатели картины сообщили, что персонаж Уокера не умрёт на экране, а будет «выведен из франшизы».
В восьмом фильме упоминается, что живёт вместе с женой Мией и воспитывает двоих детей.

### Доминик Торетто (Dominic Toretto) — Вин Дизель
Один из главных протагонистов серии, с четвёртой части главный герой и лидер команды, не появившийся только во втором фильме и спин-оффе «Форсаж: Хоббс и Шоу». Доминик — уличный гонщик, глава банды налётчиков. Поиски банды навели на него Брайана О’Коннора, который внедряется в его команду. После того, как Доминик был раскрыт, Брайан отпускает его. Не теряя времени, Дом отправляется на поиски нового прибежища в Латинскую Америку, где заводит новую команду.
В третьей части Доминик появляется лишь в конце фильма во время заезда с Шоном.
В четвёртой части вместе с Летти, своей женой, Доминик крадёт бензин, но его быстро обнаруживают. Он снова скрывается, но весть о гибели Летти заставляет его вернуться в Лос-Анджелес, где он ищет виновных. Поиски приводят его к Артуро Браге, которого ищет и Брайан. Судьба снова заставляет их объединить усилия: они ловят преступника, убивают виновного в смерти Летти, Феникса. Но Дом не бежит от закона, а соглашается предстать перед судом. Несмотря на все надежды, суд приговорил Дома к 25 годам без права на досрочное освобождение.
В пятой части по дороге в тюрьму автобус с заключёнными преследуют три машины — это были Брайан, Миа, Лео и Сантос. Они освободили Доминика и скрылись в Рио, где им представилась возможность «срубить» немного денег. Но друзья снова попадают в неприятность: машина, которую они украли, принадлежала крупной шишке Эрнану Рейесу, который устроил на них охоту. Доминик и Брайан собрали команду и обчистили Рейеса.
В шестой части Доминик и его команда по просьбе специального агента Люка Хоббса помогают ему поймать Оуэна Шоу, в команде которого оказалась его возлюбленная — Летти Ортис. В течение всего фильма Торетто и его команда срывают планы Шоу и возвращают в семью Летти, но теряют Жизель.
В седьмой части Доминику и его команде снова обрывают спокойную жизнь — Деккард Шоу, старший брат Оуэна, пытается отомстить за своего брата, зверским образом убивая старого друга Доминика — Хана, после чего звонит Доминику и взрывает вместе с домом посылку из Токио, чуть не убив его, Брайана, Мию и их сына — Джека. После этого случая Доминик решает отправить Деккарда в могилу, вновь собирая свою команду. Далее он встречается с Мистером Никто и не без его помощи со своей командой сначала похищают некоего хакера по имени Рамзи, который создал устройство под названием Глаз Бога. После похищения выясняется, что Рамзи отправила Глаз Бога своему другу в Объединённые Арабские Эмираты. Вся команда летит туда. После встречи с другом Рамзи становится ясно, что он продал устройство местному принцу, у которого как раз намечается вечеринка и он решается провести их туда. Затем Доминик и его команда крадут устройство и уходят. Далее Доминик с помощью устройства узнаёт местоположение Деккарда Шоу и вместе с Брайаном и Мистером Никто отправляется к нему. Но в ходе операции они упускают его и уходят ни с чем, при этом потеряв Глаз Бога. После этого действия переносятся в Лос-Анджелес, где и происходит решающая битва, в результате которой Доминик и его команда с помощью подключившегося в ходе преследования Хоббса в итоге одолевает злодеев, отправляя Джаканде в могилу, взорвав вертолёт, а Шоу — в тюрьму при ЦРУ.
Но в восьмой части спокойная семейная жизнь обходит стороной Доминика, который встречает хакера-террористку по имени Сайфер. Та показывает видео, после просмотра которого она говорит, что Доминик будет работать на неё. Через время Доминик и команда, состоящая из Летти, Романа Пирса, Теджа Паркера, Рамзи и агента Люка Хоббса, крадут ЭМИ и во время бегства Дом похищает устройство у Хоббса. Доминику приходится работать на Сайфер, и они нападают на военную базу, на которой находилась его команда, откуда крадут «Глаз Бога». По прибытии на самолёт он увидел в заложниках его бывшую девушку Елену и её сына, который оказывается и его сыном тоже. В следующем задании Доминик отправляется в Нью-Йорк, чтобы забрать ядерный чемоданчик у министра обороны России, но Доминик находит время и встречается с матерью Оуэна и Деккарда — Магдалиной Шоу, с которой ведёт короткую беседу. После транспортного беспредела, устроенным Сайфер, Доминик крадёт чемоданчик и пытается уехать, но его настигает команда и Доминику приходится бежать. Расстреляв Деккарда он сталкивается с Летти, которая пытается отобрать чемоданчик, но чуть не погибает от рук подручного Сайфер и только Доминик помешал этому. Сайфер приходит в ярость от этого и по прибытии Доминика на самолёт убивает Елену прямо на его глазах. Доминик оказывается в России, неподалёку от военной базы, чтобы использовать ЭМИ для угона атомной подводной лодки. Но получив сообщение о том, что братья Шоу спасают его сына, тут же убивает подручного Сайфер и присоединяется обратно к команде и чуть не погибает от ракеты, запущенной Сайфер. Его жизнь была спасена командой, которая создала блокаду от взрывной волны. Встреча Доминика и его сына проходит в Нью-Йорке. Доминик называет сына Брайаном, в честь Брайана О’Коннера и принимает Деккарда в семью.

### Летти Ортис (Letty Ortiz) — Мишель Родригес
Летти — жена Доминика Торетто, гонщица. Они познакомились, когда ей было 15 лет. Ей приходится вместе с Домиником скрываться в Латинской Америке, где они оба крадут бензин. В четвёртой части Доминик оставляет её, чтобы не подставлять под удар. Она тем временем связывается с Брайаном и договаривается, что поможет ему раскрыть дело Артуро Браги, если Доминика перестанут преследовать власти. Феникс, правая рука Браги, убивает её, как и всех курьеров, работавших на Брагу, но в пятом фильме выясняется, что она выжила. В шестой части выясняется, что после попытки убийства в четвёртой части, она потеряла память и присоединилась к банде Шоу. В конце 6 фильма Доминик возвращает Летти домой.
Как оказывается из 7 части Доминик с Летти женаты. В 8 части живёт с Домиником на Кубе. Очень огорчена произошедшими событиями, но не теряет веру в Доминика ("Придется убить нас обоих").

### Миа Торетто (Mia Toretto) — Джордана Брюстер
Миа — сестра Доминика Торетто и жена Брайана О’Коннера. В первой части она оказывается обманута Брайаном, работавшим копом. Спустя пять лет, они снова встречаются и продолжают отношения. В пятой части Миа оказывается беременна от Брайана. В шестой части рожает мальчика по имени Джек. В седьмой части выясняется, что Миа беременна во второй раз, на этот раз девочкой. Живёт семейной жизнью с Брайаном. Доминик с Летти и всей командой приняли решение больше не впутывать их в дела, но в девятой части Миа сама вернулась в игру, так как объявился второй брат Джейкоб Торетто.

### Хан Лю (Han Lue) — Сунг Канг
Уличный гонщик, друг Доминика Торетто и будущий партнёр по бизнесу Такаши (ДиКея). Больше всего времени ему уделено в третьем «Форсаже», хотя он также появляется в четвёртой, пятой и в шестой частях. Вырос в США, после неоднократно помогал Дому в грабежах, в том числе и в ограблении Рейеса в Рио-де-Жанейро. После смерти Жизель, Хан переезжает в Токио. В третьем фильме занимается бизнесом с Такаши, тогда же знакомится с американцем Шоном Босуэллом. Отмывая у Такаши деньги, Хан попутно обучал Шона дрифту. В конце шестого фильма показан фрагмент, в котором Хан погибает в собственной машине, когда в него врезается Деккард Шоу (брат главного антагониста из шестой части). Оказалось Хан пережил аварию устроенную Шоу и возвращается в девятой части.
Корейское имя «Han Seoul-Oh» — отсылка к имени одного из главных персонажей «Звёздных войн» (Han Solo).

### Роман Пирс (Roman Pearce) — Тайриз Гибсон
Второй главный герой фильма «Двойной форсаж». Роман — друг детства Брайана, который по глупости попал в тюрьму. Брайан, спустя три года, навещает Романа, чтобы предложить ему работу в Майами — сыграть роль уличных гонщиков и внедриться на службу к контрабандисту Картеру Вероне. Роман не без колебаний, но соглашается на работу, по-прежнему не доверяя Брайану. По ходу фильма выясняется, что Картер задумал убить обоих после выполнения работы, поэтому Роман и Брайан решают провести его, забрав все деньги. Сделать этого им не удаётся: Роман сам отдаёт деньги полиции, припрятав лишь несколько долларовых пачек под пояс.
В пятой части Роман является в Рио-де-Жанейро по приглашению Брайна, чтобы провернуть одно дельце. Их целью стал Эрнан Рейес, местный заправила. Герои похищают его сейф и делят деньги между всеми членами команды поровну. В конце фильма Роман приобретает спорткар Koenigsegg CCXR. Присутствует и во всех последующих частях серии, участвуя в делах команды.

### Тедж Паркер (Tej Parker) — Кристофер Брайан Бриджес (Лу́дакрис)
Программист, автомеханик и старый друг Брайана О’Коннера из второй части. По словам того же Брайана, является одним из лучших электронщиков Восточного побережья. Помогал ему и Роману скрыться от полиции во время погони. В пятой части принимал участие в ограблении Рейеса. А в шестой части помогал Доминику и его команде найти Летти и обезвредить Оуэна Шоу. В седьмом Форсаже в команде уже знакомых нам героев обезвреживает Деккарда Шоу и террористическую группировку под руководством Мози Джаканде. В восьмом Форсаже помогает Доминику украсть ЭМИ, а после и вернуть Доминика обратно в семью.

### Шон Босуэлл (Sean Boswell) — Лукас Блэк
Главный герой фильма «Тройной форсаж: Токийский дрифт». В начале фильма предстаёт обычным американским школьником, чьи родители в разводе. Из-за своей страсти к гонкам отправлен матерью к своему отцу-военному, проходящему службу в Японии, где скоро находит новых друзей (Твинки и Хана) и, конечно же, неприятности. ДиКей (настоящее имя персонажа — Такаши) — Король Дрифта Токио, оказывается парнем девушки, в которую влюбился Шон. Чтобы добиться её внимания, он обучается дрифту у Хана и в конце фильма вызывает ДиКея на поединок. Одержав в нём победу, Шон становится победителем и тем самым свергает ДиКея. В конце фильма Шона вызывает на дуэль Доминик Торетто, который является старым другом Хана. В 7 части беседуют с Домиником по поводу предположительно погибшего Хана. В 9 части сыграл эпизодическую роль.

### Винс Кретч (Vinse Kretch) — Мэтт Шульце
Уличный гонщик и друг детства Доминика Торетто. В первой части фильма вместе с Домом участвовал в налётах на грузовики. С появлением в «семье» Брайана стал относиться к нему резко негативно, из-за чего у него возникали размолвки с Торетто. Винс оказался единственным членом банды, который заподозрил за Брайаном его двойную игру, но в семье ему не поверили. Во время последнего налёта в финале первого фильма он запрыгнул на грузовик, водитель которого оказался вооружён. Спастись ему помогли Миа и Брайан, вовремя снявшие его с грузовика. От полученных ранений Винс потерял сознание и был доставлен на вертолёте в госпиталь.
В пятой части Винс скрывается от властей США в Бразилии, где у него начинается новая жизнь. Бежавшие после спасения Дома из тюрьмы, Миа и Брайан приходят к Винсу, который предлагает им опасную работу. Это стало поводом его изгнания из команды, так как задание оказалось подставным, и вся команда снова в опасности. Позже Винс помогает Мие скрыться от бандитов Рейеса, за что Дом снова принимает его в команду. Но не успев начать операцию по ограблению Рейеса, Винс вместе с Домом, Брайаном и Мией попадают в руки к Хоббсу. По пути в аэропорт, откуда они должны были быть депортированы в штаты, произошло нападение на бронеавтомобиль Хоббса. В ходе перестрелки Винс получает ранение и умирает. Его сын и жена получают компенсацию от Дома в виде доли от дела.

### Рико Сантос (Rico Santos) и Тего Лео (Tego Leo) — Дон Омар и Тего Кальдерон
Члены команды Доминика Торетто. В четвёртой и пятой частях помогают Брайану и Мие освободить Доминика из тюремного автобуса. В пятой части также принимают участие в ограблении бразильского криминального босса — Эрнана Рейеса. В восьмой части также помогают Доминику, спасая Деккарда на скорой помощи.

### Жизель Яшар (Gisele Yashar) — Галь Гадо́т
В «Форсаже 4» она была одной из помощниц наркобарона Артуро Брага, которая занимается этим только для того, чтобы помочь своей семье. После оставляет его, чтобы помочь Доминику.
В пятой части приезжает в Рио и принимает участие в ограблении. По сюжету Яшар сотрудничала с «Моссадом».
Также появляется в шестой части. Собиралась уехать в Токио и жить с Ханом, но погибла в конце шестого фильма, спасая его.
В десятой части выяснилось, что Жизель жива.

### Люк Хоббс (Luke Hobbs) — Дуэйн Джонсон
Элитный спецагент, охотившийся за Домиником и Брайаном в пятой части фильма. Обладает поразительным чутьём, умом, очень жесток (был прозван Брайаном «Ветхим заветом»: кровь, пули и гнев Божий). Люк помог Брайану и Доминику украсть сейф Рейеса. Однако в конце фильма потребовал оставить сейф у него, но команда грабителей перехитрила Люка. В шестой части Хоббс просит Доминика и его команду о помощи для того чтобы поймать Оуэна Шоу, за это он обещает для них снятия всех обвинений, что в конце фильма он и сделал. В седьмой части Хоббс работает в Лос-Анджелесе вместе с Еленой. В начале фильма был атакован Деккардом Шоу, получив серьёзные ранения попадает в больницу. В конце оправившись он присоединяется к команде Доминика, убив террориста Мозе Джаканде и посадив Шоу в тюрьму. Также можно увидеть его дочь Саманту. В восьмом фильме с Домиником и его командой крадет ЭМИ, но, попав в аварию, инициированную Домиником, лишается ЭМИ и попадает в тюрьму, где встречает Деккарда Шоу и с которым возникает словесная перепалка. Но оба сбегают из тюрьмы при помощи Мистера Никто, который вербует его и Деккарда для поимки Доминика и Сайфер. В конце фильма он и Деккард прекращают разногласия.

### Елена Нивес (Elena Neves) — Эльза Патаки
Поступила в полицию через полгода после смерти мужа, работает патрульной и помогает Хоббсу. Встречалась с Домиником Торетто, но рассталась с ним в конце шестого фильма, когда он вернул Летти домой.
В 8-й части выясняется, что была беременна от Доминика и родила от него сына. Дала сыну имя Маркус, но это было только второе имя. Собиралась о нём сказать, когда у Доминика кончится медовый месяц с Летти. Была убита сообщником Сайфер Роудсом. Доминик дал сыну имя Брайан.

## Периодичность участия актёров в фильмах
| Персонаж                     | Фильмы           | Фильмы                | Фильмы                                 | Фильмы           | Фильмы            | Фильмы            | Фильмы               | Фильмы           | Фильмы                      | Фильмы                                        | Фильмы            | Фильмы           |
| Персонаж                     | Форсаж (2001)    | Двойной форсаж (2003) | Тройной форсаж: Токийский дрифт (2006) | Форсаж 4 (2009)  | Форсаж 5 (2011)   | Форсаж 6 (2013)   | Форсаж 7 (2015)      | Форсаж 8 (2017)  | Форсаж: Хоббс и Шоу (2019)  | Форсаж 9 (2021)                               | Форсаж 10 (2023)  | Форсаж 11 (2027) |
| ---------------------------- | ---------------- | --------------------- | -------------------------------------- | ---------------- | ----------------- | ----------------- | -------------------- | ---------------- | --------------------------- | --------------------------------------------- | ----------------- | ---------------- |
| Брайан О’Коннор              | Пол Уокер        | Пол Уокер             |                                        | Пол Уокер        | Пол Уокер         | Пол Уокер         | Пол Уокер            |                  |                             |                                               | Пол Уокер         | Пол Уокер        |
| Агент Билкинс                | Том Бэрри        | Том Бэрри             |                                        |                  |                   |                   |                      |                  |                             |                                               |                   |                  |
| Доминик Торетто              | Вин Дизель       |                       | Вин Дизель                             | Вин Дизель       | Вин Дизель        | Вин Дизель        | Вин Дизель           | Вин Дизель       |                             | Вин ДизельВинни БеннеттВинсент Синклер Дизель | Вин Дизель        | Вин Дизель       |
| Летти Ортис                  | Мишель Родригес  |                       |                                        | Мишель Родригес  | Мишель Родригес   | Мишель Родригес   | Мишель Родригес      | Мишель Родригес  |                             | Мишель РодригесЭйзиа Динеа Хейл               | Мишель Родригес   | Мишель Родригес  |
| Миа Торетто                  | Джордана Брюстер |                       |                                        | Джордана Брюстер | Джордана Брюстер  | Джордана Брюстер  | Джордана Брюстер     |                  |                             | Джордана БрюстерСиена Агудонг                 | Джордана Брюстер  | TBA              |
| Винс                         | Мэтт Шульц       |                       |                                        |                  | Мэтт Шульц        |                   |                      |                  |                             | Карсон Керн                                   |                   |                  |
| Гектор                       | Ноэль Гульеми    |                       |                                        |                  |                   |                   | Ноэль Гульеми        |                  |                             |                                               |                   |                  |
| Джесси                       | Чед Линдберг     |                       |                                        |                  |                   |                   |                      |                  |                             | Игби Ригни                                    |                   |                  |
| Леон                         | Джонни Стронг    |                       |                                        |                  |                   |                   |                      |                  |                             |                                               |                   |                  |
| Джонни Тран                  | Рик Юн           |                       |                                        |                  |                   |                   |                      |                  |                             |                                               |                   |                  |
| Роман Пирс                   |                  | Тайриз Гибсон         |                                        |                  | Тайриз Гибсон     | Тайриз Гибсон     | Тайриз Гибсон        | Тайриз Гибсон    |                             | Тайриз Гибсон                                 | Тайриз Гибсон     | TBA              |
| Тедж Паркер                  |                  | Лудакрис              |                                        |                  | Лудакрис          | Лудакрис          | Лудакрис             | Лудакрис         |                             | Лудакрис                                      | Лудакрис          | TBA              |
| Моника Фуэнтес               |                  | Ева Мендес            |                                        |                  | Ева Мендес        |                   |                      |                  |                             |                                               | Ева Мендес        |                  |
| Суши                         |                  | Девон Аоки            |                                        |                  |                   |                   |                      |                  |                             |                                               | Девон Аоки        |                  |
| Картер Верона                |                  | Коул Хаузер           |                                        |                  |                   |                   |                      |                  |                             |                                               |                   |                  |
| Агент Маркхэм                |                  | Джеймс Ремар          |                                        |                  |                   |                   |                      |                  |                             |                                               |                   |                  |
| Детектив Уайтворф            |                  | Марк Бун младший      |                                        |                  |                   |                   |                      |                  |                             |                                               |                   |                  |
| Оранж Джулиус                |                  | Амори Ноласко         |                                        |                  |                   |                   |                      |                  |                             |                                               |                   |                  |
| Слэп Джек                    |                  | Майкл Или             |                                        |                  |                   |                   |                      |                  |                             |                                               |                   |                  |
| Энрике                       |                  | Мо Галлини            |                                        |                  |                   |                   |                      |                  |                             |                                               |                   |                  |
| Роберто                      |                  | Роберто Санчес        |                                        |                  |                   |                   |                      |                  |                             |                                               |                   |                  |
| Джимми                       |                  | Джин Онг              |                                        |                  |                   |                   |                      |                  |                             |                                               |                   |                  |
| Агент Данн                   |                  | Эдвард Финлэй         |                                        |                  |                   |                   |                      |                  |                             |                                               |                   |                  |
| Хан Лю                       |                  |                       | Сон Кан                                | Сон Кан          | Сон Кан           | Сон Кан           | Сон Кан              |                  |                             | Сон Кан                                       | Сон Кан           | TBA              |
| Шон Босуэлл                  |                  |                       | Лукас Блэк                             |                  |                   |                   | Лукас Блэк           |                  |                             | Лукас Блэк                                    | Лукас Блэк        | TBA              |
| Твинки                       |                  |                       | Bow Wow                                |                  |                   |                   | Bow Wow              |                  |                             | Bow Wow                                       |                   | TBA              |
| Нила Эзар                    |                  |                       | Натали Келли                           |                  |                   |                   | Натали Келли         |                  |                             |                                               |                   |                  |
| Эрл                          |                  |                       | Джейсон Дж. Тобин                      |                  |                   |                   |                      |                  |                             | Джейсон Дж. Тобин                             |                   |                  |
| Такаси / ДиКей               |                  |                       | Брайан Ти                              |                  |                   |                   |                      |                  |                             |                                               |                   |                  |
| Камата                       |                  |                       | Синъити Тиба                           |                  |                   |                   |                      |                  |                             |                                               |                   |                  |
| Майор Босуэлл                |                  |                       | Брайан Гудман                          |                  |                   |                   |                      |                  |                             |                                               |                   |                  |
| Миссис Боусэлл               |                  |                       | Линда Бойд                             |                  |                   |                   |                      |                  |                             |                                               |                   |                  |
| Рейко                        |                  |                       | Кэйко Китагава                         |                  |                   |                   |                      |                  |                             |                                               |                   |                  |
| Моримото                     |                  |                       | Леонардо Нэм                           |                  |                   |                   |                      |                  |                             |                                               |                   |                  |
| Клэй                         |                  |                       | Закари Ти Брайан                       |                  |                   |                   |                      |                  |                             |                                               |                   |                  |
| Синди                        |                  |                       | Никки Гриффин                          |                  |                   |                   |                      |                  |                             |                                               |                   |                  |
| Жизель Яшар                  |                  |                       |                                        | Галь Гадот       | Галь Гадот        | Галь Гадот        | Галь Гадот           |                  |                             | Галь Гадот                                    | Галь Гадот        | Галь Гадот       |
| Рико Сантос                  |                  |                       |                                        | Дон Омар         | Дон Омар          |                   | Дон Омар             | Дон Омар         |                             | Дон ОмарОсуна                                 |                   |                  |
| Тего Лео                     |                  |                       |                                        | Тего Кальдерон   | Тего Кальдерон    |                   | Тего Кальдерон       | Тего Кальдерон   |                             | Серед                                         |                   |                  |
| Феникс Кальдерон             |                  |                       |                                        | Лаз Алонсо       |                   | Лаз Алонсо        | Лаз Алонсо           |                  |                             |                                               |                   |                  |
| Агент Майкл Стасиак          |                  |                       |                                        | Ши Уигхэм        |                   | Ши Уигхэм         |                      |                  |                             | Ши Уигхэм                                     |                   |                  |
| Артуро Брага / Рамон Кампос  |                  |                       |                                        | Джон Ортис       |                   | Джон Ортис        |                      |                  |                             |                                               |                   |                  |
| Агент Софи Чинь              |                  |                       |                                        | Лиза Лапира      |                   |                   |                      |                  |                             |                                               |                   |                  |
| Дуайт Муэллер                |                  |                       |                                        | Грег Сайпс       |                   |                   |                      |                  |                             |                                               |                   |                  |
| Люк Хоббс                    |                  |                       |                                        |                  | Дуэйн Джонсон     | Дуэйн Джонсон     | Дуэйн Джонсон        | Дуэйн Джонсон    | Дуэйн Джонсон               |                                               | Дуэйн Джонсон     | Дуэйн Джонсон    |
| Елена Нивес                  |                  |                       |                                        |                  | Эльса Патаки      | Эльса Патаки      | Эльса Патаки         | Эльса Патаки     |                             |                                               | Эльса Патаки      |                  |
| Эрнан Рейес                  |                  |                       |                                        |                  | Жоаким ди Алмейда |                   |                      |                  |                             |                                               | Жоаким ди Алмейда |                  |
| Диого                        |                  |                       |                                        |                  | Луис Да Сильва    |                   |                      |                  |                             |                                               | Луис Да Сильва    |                  |
| Зизи                         |                  |                       |                                        |                  | Майкл Ирби        |                   |                      |                  |                             |                                               | Майкл Ирби        |                  |
| Деккард Шоу                  |                  |                       |                                        |                  |                   | Джейсон Стейтем   | Джейсон Стейтем      | Джейсон Стейтем  | Джейсон СтейтемДжошуа Кумбс | Джейсон Стейтем                               | Джейсон Стейтем   | TBA              |
| Оуэн Шоу                     |                  |                       |                                        |                  |                   | Люк Эванс         | Люк Эванс            | Люк Эванс        | Гарри Хиклс                 |                                               |                   |                  |
| Джек О’Коннор                |                  |                       |                                        |                  |                   | Макс Уильям Крейн | Чарли и Миллер Кимси |                  |                             |                                               |                   |                  |
| Райли Хикс                   |                  |                       |                                        |                  |                   | Джина Карано      |                      |                  |                             |                                               |                   |                  |
| Джа                          |                  |                       |                                        |                  |                   | Джо Таслим        |                      |                  |                             |                                               |                   |                  |
| Клаус                        |                  |                       |                                        |                  |                   | Ким Колд          |                      |                  |                             |                                               |                   |                  |
| Фируц                        |                  |                       |                                        |                  |                   | Туре Линдхардт    |                      |                  |                             |                                               |                   |                  |
| Вег                          |                  |                       |                                        |                  |                   | Клара Пэджет      |                      |                  |                             |                                               |                   |                  |
| Айвори                       |                  |                       |                                        |                  |                   | Давид Аджала      |                      |                  |                             |                                               |                   |                  |
| Саманта Хоббс                |                  |                       |                                        |                  |                   |                   | Иден Эстрелла        | Иден Эстрелла    | Элиана Суа                  |                                               |                   |                  |
| Рамзи                        |                  |                       |                                        |                  |                   |                   | Натали Эммануэль     | Натали Эммануэль |                             | Натали Эммануэль                              | Натали Эммануэль  | TBA              |
| «Мистер Никто»               |                  |                       |                                        |                  |                   |                   | Курт Рассел          | Курт Рассел      |                             | Курт Рассел                                   | Курт Рассел       | TBA              |
| Мозе Джаканде                |                  |                       |                                        |                  |                   |                   | Джимон Хонсу         | Джимон Хонсу     |                             |                                               |                   |                  |
| Кьет                         |                  |                       |                                        |                  |                   |                   | Тони Джаа            |                  |                             |                                               |                   |                  |
| Кара                         |                  |                       |                                        |                  |                   |                   | Ронда Раузи          |                  |                             |                                               |                   |                  |
| Сафар                        |                  |                       |                                        |                  |                   |                   | Али Фазал            |                  |                             |                                               |                   |                  |
| Шеппард                      |                  |                       |                                        |                  |                   |                   | Джон Бразертон       |                  |                             |                                               |                   |                  |
| Магдалина Шоу                |                  |                       |                                        |                  |                   |                   |                      | Хелен Миррен     | Хелен Миррен                | Хелен Миррен                                  | Хелен Миррен      | TBA              |
| Сайфер                       |                  |                       |                                        |                  |                   |                   |                      | Шарлиз Терон     |                             | Шарлиз Терон                                  | Шарлиз Терон      | Шарлиз Терон     |
| Брайан Маркус Торетто        |                  |                       |                                        |                  |                   |                   |                      | Джеймс Аюб       |                             | Айзек и Иммануэль Холдейн                     | Лео Абело Перри   | Лео Абело Перри  |
| Эрик Рейснер «Никто Младший» |                  |                       |                                        |                  |                   |                   |                      | Скотт Иствуд     |                             |                                               | Скотт Иствуд      | TBA              |
| Коннор Роудс                 |                  |                       |                                        |                  |                   |                   |                      | Кристофер Хивью  |                             |                                               | Кристофер Хивью   |                  |
| Хэтти Шоу                    |                  |                       |                                        |                  |                   |                   |                      |                  | Ванесса КирбиМиша Гарбетт   |                                               |                   |                  |
| Брикстон Лор                 |                  |                       |                                        |                  |                   |                   |                      |                  | Идрис Эльба                 |                                               |                   |                  |
| Маргарита / Мадам М          |                  |                       |                                        |                  |                   |                   |                      |                  | Эйса Гонсалес               |                                               |                   |                  |
| Джона Хоббс                  |                  |                       |                                        |                  |                   |                   |                      |                  | Клифф Кёртис                |                                               |                   |                  |
| Сефина Хоббс                 |                  |                       |                                        |                  |                   |                   |                      |                  | Лори Пеленис Туисано        |                                               |                   |                  |
| Профессор Андрейко           |                  |                       |                                        |                  |                   |                   |                      |                  | Эдди Марсан                 |                                               |                   |                  |
| Агент Лок                    |                  |                       |                                        |                  |                   |                   |                      |                  | Райан Рейнольдс             |                                               |                   |                  |
| Агент Лоб                    |                  |                       |                                        |                  |                   |                   |                      |                  | Роб Дилейни                 |                                               |                   |                  |
| Динкли                       |                  |                       |                                        |                  |                   |                   |                      |                  | Кевин Харт                  |                                               |                   |                  |
| Джейкоб Торетто              |                  |                       |                                        |                  |                   |                   |                      |                  |                             | Джон СинаФинн Коул                            | Джон Сина         | TBA              |
| Бадди                        |                  |                       |                                        |                  |                   |                   |                      |                  |                             | Майкл Рукер                                   | Майкл Рукер       |                  |
| Эль                          |                  |                       |                                        |                  |                   |                   |                      |                  |                             | Анна СаваиЖужу Чжан                           | Анна Саваи        |                  |
| Джек Торетто                 |                  |                       |                                        |                  |                   |                   |                      |                  |                             | Джей Ди Пардо                                 | Джей Ди Пардо     |                  |
| Лейса                        |                  |                       |                                        |                  |                   |                   |                      |                  |                             | Карди Би                                      |                   |                  |
| Отто                         |                  |                       |                                        |                  |                   |                   |                      |                  |                             | Туэ Ерстед Расмуссен                          |                   |                  |
| Сью                          |                  |                       |                                        |                  |                   |                   |                      |                  |                             | Мартин Форд                                   |                   |                  |
| Кенни Линдер                 |                  |                       |                                        |                  |                   |                   |                      |                  |                             | Джим Пэррэк                                   |                   |                  |
| Данте Рейес                  |                  |                       |                                        |                  |                   |                   |                      |                  |                             |                                               | Джейсон Момоа     | Джейсон Момоа    |
| Тесс                         |                  |                       |                                        |                  |                   |                   |                      |                  |                             |                                               | Бри Ларсон        | Бри Ларсон       |
| Агент Эймс                   |                  |                       |                                        |                  |                   |                   |                      |                  |                             |                                               | Алан Ритчсон      | Алан Ритчсон     |
| Изабель Нивес                |                  |                       |                                        |                  |                   |                   |                      |                  |                             |                                               | Даниэла Мелшиор   | TBA              |
| Абуэлита Торетто             |                  |                       |                                        |                  |                   |                   |                      |                  |                             |                                               | Рита Морено       | TBA              |
| Боуи                         |                  |                       |                                        |                  |                   |                   |                      |                  |                             |                                               | Пит Дэвидсон      |                  |